# Petit-duc à aigrettes longues
Megascops sanctaecatarinae
Espèce
Synonymes
- Otus sanctaecatarinae  Sibley and Monroe, 1990, 1993
- Scops sanctae-catarinae Salvin, 1897
(protonyme)
- Otus choliba maximus Sztolcman, 1926

Statut de conservation UICN

 LC  : Préoccupation mineure
Statut CITES
Le Petit-duc à aigrettes longues (Megascops sanctaecatarinae) est une espèce d'oiseaux de la famille des Strigidae.

## Répartition
Cette espèce vit en Argentine et au Brésil.